# Eleições legislativas portuguesas de 2019 no distrito de Lisboa
| Eleições legislativas portuguesas de 2019 Distritos: Aveiro \| Beja \| Braga \| Bragança \| Castelo Branco \| Coimbra \| Évora \| Faro \| Guarda \| Leiria \| Lisboa \| Portalegre \| Porto \| Santarém \| Setúbal \| Viana do Castelo \| Vila Real \| Viseu \| Açores \| Madeira \| Estrangeiro |

## Resultados por concelho
Os resultados nos concelhos do Distrito de Lisboa foram os seguintes:

### Alenquer
| Partido                 | Partido                                         | Votos  | %               | +/-  |
| ----------------------- | ----------------------------------------------- | ------ | --------------- | ---- |
|                         | Partido Socialista                              | 8 131  | 41,28 / 100,00  | 6,40 |
|                         | Partido Social Democrata                        | 3 652  | 18,54 / 100,00  | -    |
|                         | CDU - Coligação Democrática Unitária            | 1 998  | 10,14 / 100,00  | 4,11 |
|                         | Bloco de Esquerda                               | 1 972  | 10,01 / 100,00  | 1,12 |
|                         | CDS – Partido Popular                           | 725    | 3,68 / 100,00   | -    |
|                         | Pessoas–Animais–Natureza                        | 573    | 2,91 / 100,00   | 1,62 |
|                         | CHEGA!                                          | 348    | 1,77 / 100,00   | Novo |
|                         | Partido Comunista dos Trabalhadores Portugueses | 294    | 1,49 / 100,00   | 0,02 |
|                         | LIVRE                                           | 213    | 1,08 / 100,00   | 0,45 |
|                         | Iniciativa Liberal                              | 200    | 1,02 / 100,00   | Novo |
|                         | Outros (com menos de 1,00%)                     | 765    | 3,88 / 100,00   |      |
| Votos Inválidos         | Votos Inválidos                                 | 825    | 4,19 / 100,00   | 0,46 |
| Total                   | Total                                           | 19 696 | 100,00 / 100,00 |      |
| Eleitorado/Participação | Eleitorado/Participação                         | 35 505 | 55,47 / 100,00  | 4,27 |

| Freguesia                                  | %     | %     | %     | %     | %    | %    | %    | %    | %    | %    | Votantes |
| Freguesia                                  | PS    | PSD   | CDU   | BE    | CDS  | PAN  | CH   | PCTP | L    | IL   | Votantes |
| ------------------------------------------ | ----- | ----- | ----- | ----- | ---- | ---- | ---- | ---- | ---- | ---- | -------- |
| Abrigada e Cabanas de Torres               | 42,67 | 16,41 | 13,23 | 9,09  | 3,38 | 2,14 | 0,90 | 2,38 | 0,86 | 0,62 | 2 102    |
| Aldeia Galega da Merceana e Aldeia Gavinha | 41,61 | 20,74 | 11,10 | 8,32  | 3,68 | 2,01 | 1,46 | 1,87 | 0,76 | 1,11 | 1 442    |
| Alenquer (Santo Estêvão e Triana)          | 38,38 | 20,01 | 9,43  | 10,50 | 3,77 | 3,21 | 1,95 | 1,21 | 1,41 | 1,61 | 5 388    |
| Carnota                                    | 41,63 | 22,00 | 9,35  | 8,17  | 3,16 | 2,77 | 1,45 | 1,71 | 1,05 | 0,66 | 759      |
| Carregado e Cadafais                       | 37,82 | 16,07 | 10,60 | 12,29 | 3,66 | 4,01 | 2,41 | 1,43 | 1,12 | 1,16 | 5 190    |
| Meca                                       | 51,39 | 13,86 | 12,70 | 6,00  | 3,46 | 2,54 | 0,92 | 1,50 | 0,58 | 0,58 | 866      |
| Olhalvo                                    | 45,72 | 22,81 | 10,23 | 7,96  | 2,46 | 1,28 | 1,47 | 1,18 | 1,28 | 0,20 | 1 017    |
| Ota                                        | 38,92 | 16,61 | 10,60 | 11,23 | 6,96 | 3,01 | 2,85 | 2,22 | 0,95 | 0,16 | 632      |
| Ribafria e Pereiro de Palhacana            | 50,07 | 18,94 | 8,39  | 10,15 | 2,89 | 1,89 | 1,08 | 1,08 | 0,68 | 0,54 | 739      |
| Ventosa                                    | 47,59 | 22,06 | 6,26  | 6,94  | 3,85 | 2,12 | 1,06 | 1,16 | 0,87 | 0,58 | 1 038    |
| Vila Verde dos Francos                     | 51,05 | 19,69 | 4,40  | 8,41  | 4,59 | 1,34 | 1,34 | 1,15 | 0,76 | 0,19 | 523      |
| Alenquer                                   | 41,28 | 18,54 | 10,14 | 10,01 | 3,68 | 2,91 | 1,77 | 1,49 | 1,08 | 1,02 | 19 696   |

### Amadora
| Partido                 | Partido                              | Votos   | %               | +/-  |
| ----------------------- | ------------------------------------ | ------- | --------------- | ---- |
|                         | Partido Socialista                   | 33 330  | 41,76 / 100,00  | 4,27 |
|                         | Partido Social Democrata             | 14 387  | 18,03 / 100,00  | -    |
|                         | Bloco de Esquerda                    | 8 464   | 10,61 / 100,00  | 0,93 |
|                         | CDU - Coligação Democrática Unitária | 7 126   | 8,93 / 100,00   | 2,30 |
|                         | Pessoas–Animais–Natureza             | 3 615   | 4,53 / 100,00   | 2,56 |
|                         | CDS – Partido Popular                | 2 340   | 2,93 / 100,00   | -    |
|                         | CHEGA!                               | 1 755   | 2,20 / 100,00   | Novo |
|                         | LIVRE                                | 1 376   | 1,73 / 100,00   | 0,77 |
|                         | Iniciativa Liberal                   | 1 113   | 1,39 / 100,00   | Novo |
|                         | Aliança                              | 830     | 1,04 / 100,00   | Novo |
|                         | Outros (com menos de 1,00%)          | 2 606   | 3,27 / 100,00   |      |
| Votos Inválidos         | Votos Inválidos                      | 2 865   | 3,59 / 100,00   | 0,17 |
| Total                   | Total                                | 79 807  | 100,00 / 100,00 |      |
| Eleitorado/Participação | Eleitorado/Participação              | 145 142 | 54,99 / 100,00  | 3,93 |

| Freguesia             | %     | %     | %     | %     | %    | %    | %    | %    | %    | %    | Votantes |
| Freguesia             | PS    | PSD   | BE    | CDU   | PAN  | CDS  | CH   | L    | IL   | A    | Votantes |
| --------------------- | ----- | ----- | ----- | ----- | ---- | ---- | ---- | ---- | ---- | ---- | -------- |
| Águas Livres          | 44,28 | 17,34 | 10,31 | 8,88  | 4,20 | 2,65 | 1,88 | 1,44 | 1,24 | 0,96 | 16 999   |
| Alfragide             | 34,74 | 25,52 | 9,54  | 6,41  | 4,08 | 4,51 | 2,05 | 2,50 | 2,77 | 1,47 | 8 750    |
| Encosta do Sol        | 44,45 | 15,82 | 10,31 | 9,30  | 4,25 | 2,78 | 2,26 | 1,62 | 1,02 | 0,89 | 11 970   |
| Falagueira-Venda Nova | 43,40 | 15,29 | 11,40 | 10,75 | 4,52 | 2,30 | 2,15 | 1,72 | 1,17 | 0,88 | 9 918    |
| Mina de Água          | 41,25 | 17,44 | 11,07 | 8,88  | 5,05 | 2,71 | 2,69 | 1,57 | 1,18 | 1,05 | 19 609   |
| Venteira              | 40,20 | 18,93 | 10,67 | 9,04  | 4,74 | 3,21 | 1,95 | 1,91 | 1,53 | 1,11 | 12 561   |
| Amadora               | 41,76 | 18,03 | 10,61 | 8,93  | 4,53 | 2,93 | 2,20 | 1,72 | 1,39 | 1,04 | 79 807   |

### Arruda dos Vinhos
| Partido                 | Partido                              | Votos  | %               | +/-  |
| ----------------------- | ------------------------------------ | ------ | --------------- | ---- |
|                         | Partido Socialista                   | 2 712  | 39,79 / 100,00  | 6,65 |
|                         | Partido Social Democrata             | 1 650  | 24,21 / 100,00  | -    |
|                         | Bloco de Esquerda                    | 578    | 8,48 / 100,00   | 3,16 |
|                         | CDU - Coligação Democrática Unitária | 482    | 7,07 / 100,00   | 2,76 |
|                         | CDS – Partido Popular                | 258    | 3,79 / 100,00   | -    |
|                         | Pessoas–Animais–Natureza             | 233    | 3,42 / 100,00   | 1,94 |
|                         | Iniciativa Liberal                   | 116    | 1,70 / 100,00   | Novo |
|                         | CHEGA!                               | 115    | 1,69 / 100,00   | Novo |
|                         | Aliança                              | 86     | 1,26 / 100,00   | Novo |
|                         | LIVRE                                | 80     | 1,17 / 100,00   | 0,45 |
|                         | Outros (com menos de 1,00%)          | 185    | 2,71 / 100,00   |      |
| Votos Inválidos         | Votos Inválidos                      | 320    | 4,70 / 100,00   | 0,96 |
| Total                   | Total                                | 6 815  | 100,00 / 100,00 |      |
| Eleitorado/Participação | Eleitorado/Participação              | 11 085 | 61,48 / 100,00  | 1,31 |

| Freguesia           | %     | %     | %     | %     | %    | %    | %    | %    | %    | %    | Votantes |
| Freguesia           | PS    | PSD   | BE    | CDU   | CDS  | PAN  | IL   | CH   | A    | L    | Votantes |
| ------------------- | ----- | ----- | ----- | ----- | ---- | ---- | ---- | ---- | ---- | ---- | -------- |
| Arranhó             | 41,59 | 31,46 | 6,84  | 4,99  | 2,65 | 2,57 | 0,40 | 0,97 | 1,21 | 0,56 | 1 243    |
| Arruda dos Vinhos   | 38,54 | 22,61 | 8,68  | 7,38  | 4,46 | 3,68 | 2,10 | 1,90 | 1,47 | 1,47 | 4 484    |
| Cardosas            | 36,50 | 27,00 | 10,50 | 10,50 | 2,25 | 2,25 | 1,50 | 2,25 | 0,25 | 0,25 | 400      |
| Santiago dos Velhos | 46,66 | 19,91 | 9,01  | 6,83  | 2,33 | 3,92 | 1,60 | 1,31 | 0,58 | 0,87 | 688      |
| Arruda dos Vinhos   | 39,79 | 24,21 | 8,48  | 7,07  | 3,79 | 3,42 | 1,70 | 1,69 | 1,26 | 1,17 | 6 815    |

### Azambuja
| Partido                 | Partido                                         | Votos  | %               | +/-  |
| ----------------------- | ----------------------------------------------- | ------ | --------------- | ---- |
|                         | Partido Socialista                              | 3 816  | 39,97 / 100,00  | 4,00 |
|                         | Partido Social Democrata                        | 1 517  | 15,89 / 100,00  | -    |
|                         | Bloco de Esquerda                               | 1 163  | 12,18 / 100,00  | 1,45 |
|                         | CDU - Coligação Democrática Unitária            | 1 074  | 11,25 / 100,00  | 4,39 |
|                         | Pessoas–Animais–Natureza                        | 281    | 2,94 / 100,00   | 1,65 |
|                         | CDS – Partido Popular                           | 259    | 2,71 / 100,00   | -    |
|                         | CHEGA!                                          | 237    | 2,48 / 100,00   | Novo |
|                         | Partido Comunista dos Trabalhadores Portugueses | 143    | 1,50 / 100,00   | 0,50 |
|                         | Iniciativa Liberal                              | 112    | 1,17 / 100,00   | Novo |
|                         | Partido Democrático Republicano                 | 110    | 1,15 / 100,00   | 0,01 |
|                         | LIVRE                                           | 105    | 1,10 / 100,00   | 0,24 |
|                         | Outros (com menos de 1,00%)                     | 297    | 3,11 / 100,00   |      |
| Votos Inválidos         | Votos Inválidos                                 | 434    | 4,55 / 100,00   | 0,99 |
| Total                   | Total                                           | 9 548  | 100,00 / 100,00 |      |
| Eleitorado/Participação | Eleitorado/Participação                         | 17 560 | 54,37 / 100,00  | 4,44 |

| Freguesia                                          | %     | %     | %     | %     | %    | %    | %    | %    | %    | %    | %    | Votantes |
| Freguesia                                          | PS    | PSD   | BE    | CDU   | PAN  | CDS  | CH   | PCTP | IL   | PDR  | L    | Votantes |
| -------------------------------------------------- | ----- | ----- | ----- | ----- | ---- | ---- | ---- | ---- | ---- | ---- | ---- | -------- |
| Alcoentre                                          | 43,03 | 19,04 | 10,55 | 7,09  | 2,72 | 3,05 | 3,63 | 1,15 | 0,58 | 1,40 | 0,82 | 1 213    |
| Aveiras de Baixo                                   | 36,76 | 15,29 | 11,18 | 11,62 | 5,15 | 2,65 | 3,24 | 2,06 | 2,35 | 0,29 | 1,32 | 680      |
| Aveiras de Cima                                    | 41,83 | 11,97 | 13,31 | 13,67 | 3,13 | 1,90 | 1,64 | 1,95 | 0,57 | 1,75 | 0,72 | 1 946    |
| Azambuja                                           | 37,23 | 18,04 | 12,28 | 10,35 | 2,69 | 3,89 | 2,34 | 1,14 | 1,74 | 1,06 | 0,95 | 3 680    |
| Manique do Intendente, V.N. de São Pedro e Maçussa | 38,95 | 16,50 | 12,35 | 13,89 | 2,43 | 0,81 | 1,89 | 1,98 | 0,81 | 1,08 | 2,61 | 1 109    |
| Vale do Paraíso                                    | 50,00 | 9,43  | 12,09 | 11,68 | 2,46 | 1,43 | 1,64 | 1,84 | 0    | 0,20 | 1,02 | 488      |
| Vila Nova da Rainha                                | 42,59 | 12,96 | 12,04 | 11,81 | 3,24 | 1,85 | 5,56 | 0,93 | 1,16 | 1,16 | 0,69 | 432      |
| Azambuja                                           | 39,97 | 15,89 | 12,18 | 11,25 | 2,94 | 2,71 | 2,48 | 1,50 | 1,17 | 1,15 | 1,10 | 9 548    |

### Cadaval
| Partido                 | Partido                              | Votos  | %               | +/-  |
| ----------------------- | ------------------------------------ | ------ | --------------- | ---- |
|                         | Partido Socialista                   | 2 571  | 39,85 / 100,00  | 5,11 |
|                         | Partido Social Democrata             | 1 939  | 30,05 / 100,00  | -    |
|                         | Bloco de Esquerda                    | 472    | 7,32 / 100,00   | 1,17 |
|                         | CDU - Coligação Democrática Unitária | 255    | 3,95 / 100,00   | 1,74 |
|                         | CDS – Partido Popular                | 217    | 3,36 / 100,00   | -    |
|                         | Pessoas–Animais–Natureza             | 174    | 2,70 / 100,00   | 1,48 |
|                         | CHEGA!                               | 109    | 1,69 / 100,00   | Novo |
|                         | Outros (com menos de 1,00%)          | 375    | 5,81 / 100,00   |      |
| Votos Inválidos         | Votos Inválidos                      | 340    | 5,26 / 100,00   | 0,87 |
| Total                   | Total                                | 6 452  | 100,00 / 100,00 |      |
| Eleitorado/Participação | Eleitorado/Participação              | 11 836 | 54,51 / 100,00  | 2,96 |

| Freguesia            | %     | %     | %    | %    | %    | %    | %    | Votantes |
| Freguesia            | PS    | PSD   | BE   | CDU  | CDS  | PAN  | CH   | Votantes |
| -------------------- | ----- | ----- | ---- | ---- | ---- | ---- | ---- | -------- |
| Alguber              | 45,06 | 28,05 | 7,82 | 4,60 | 2,07 | 2,30 | 0,46 | 435      |
| Cadaval e Pero Moniz | 36,90 | 30,49 | 8,39 | 4,61 | 3,27 | 2,11 | 2,11 | 1 561    |
| Lamas e Cercal       | 45,53 | 28,58 | 7,31 | 3,83 | 2,67 | 2,32 | 1,62 | 1 724    |
| Painho e Figueiros   | 43,48 | 28,86 | 5,56 | 4,95 | 2,29 | 3,38 | 0,85 | 828      |
| Peral                | 33,71 | 31,03 | 9,82 | 4,46 | 4,91 | 3,13 | 3,13 | 448      |
| Vermelha             | 42,28 | 32,32 | 6,27 | 2,09 | 4,02 | 3,05 | 1,29 | 622      |
| Vilar                | 28,78 | 38,49 | 6,24 | 2,76 | 5,40 | 3,60 | 2,04 | 834      |
| Cadaval              | 39,85 | 30,05 | 7,32 | 3,95 | 3,36 | 2,70 | 1,69 | 6 452    |

### Cascais
| Partido                 | Partido                              | Votos   | %               | +/-  |
| ----------------------- | ------------------------------------ | ------- | --------------- | ---- |
|                         | Partido Socialista                   | 31 408  | 31,70 / 100,00  | 3,16 |
|                         | Partido Social Democrata             | 28 440  | 28,71 / 100,00  | -    |
|                         | Bloco de Esquerda                    | 8 499   | 8,58 / 100,00   | 1,68 |
|                         | CDS – Partido Popular                | 6 496   | 6,56 / 100,00   | -    |
|                         | CDU - Coligação Democrática Unitária | 5 334   | 5,38 / 100,00   | 1,47 |
|                         | Pessoas–Animais–Natureza             | 4 837   | 4,88 / 100,00   | 2,73 |
|                         | Iniciativa Liberal                   | 3 076   | 3,10 / 100,00   | Novo |
|                         | LIVRE                                | 1 823   | 1,84 / 100,00   | 0,64 |
|                         | Aliança                              | 1 739   | 1,76 / 100,00   | Novo |
|                         | CHEGA!                               | 1 692   | 1,71 / 100,00   | Novo |
|                         | Outros (com menos de 1,00%)          | 2 504   | 2,53 / 100,00   |      |
| Votos Inválidos         | Votos Inválidos                      | 3 228   | 3,26 / 100,00   | 0,02 |
| Total                   | Total                                | 99 076  | 100,00 / 100,00 |      |
| Eleitorado/Participação | Eleitorado/Participação              | 177 498 | 55,82 / 100,00  | 3,51 |

| Freguesia            | %     | %     | %     | %    | %    | %    | %    | %    | %    | %    | Votantes |
| Freguesia            | PS    | PSD   | BE    | CDS  | CDU  | PAN  | IL   | L    | A    | CH   | Votantes |
| -------------------- | ----- | ----- | ----- | ---- | ---- | ---- | ---- | ---- | ---- | ---- | -------- |
| Alcabideche          | 34,55 | 26,26 | 8,52  | 5,77 | 5,11 | 4,88 | 2,45 | 1,27 | 2,21 | 2,07 | 18 128   |
| Carcavelos e Parede  | 30,71 | 29,83 | 9,09  | 6,16 | 5,36 | 5,18 | 3,40 | 2,45 | 1,71 | 1,30 | 23 842   |
| Cascais e Estoril    | 25,83 | 35,44 | 6,72  | 9,79 | 4,07 | 4,15 | 4,26 | 1,78 | 1,72 | 1,48 | 29 673   |
| São Domingos de Rana | 37,02 | 22,06 | 10,18 | 3,92 | 7,00 | 5,41 | 2,02 | 1,75 | 1,53 | 2,07 | 27 433   |
| Cascais              | 31,70 | 28,71 | 8,58  | 6,56 | 5,38 | 4,88 | 3,10 | 1,84 | 1,76 | 1,71 | 99 076   |

### Lisboa
| Partido                 | Partido                              | Votos   | %               | +/-  |
| ----------------------- | ------------------------------------ | ------- | --------------- | ---- |
|                         | Partido Socialista                   | 96 950  | 33,27 / 100,00  | 1,49 |
|                         | Partido Social Democrata             | 74 162  | 25,45 / 100,00  | -    |
|                         | Bloco de Esquerda                    | 26 619  | 9,13 / 100,00   | 0,22 |
|                         | CDU - Coligação Democrática Unitária | 20 418  | 7,01 / 100,00   | 0,86 |
|                         | CDS – Partido Popular                | 17 047  | 5,85 / 100,00   | -    |
|                         | Pessoas–Animais–Natureza             | 11 891  | 4,08 / 100,00   | 2,17 |
|                         | Iniciativa Liberal                   | 11 884  | 4,08 / 100,00   | Novo |
|                         | LIVRE                                | 9 508   | 3,26 / 100,00   | 1,22 |
|                         | Aliança                              | 4 248   | 1,46 / 100,00   | Novo |
|                         | CHEGA!                               | 4 016   | 1,38 / 100,00   | Novo |
|                         | Outros (com menos de 1,00%)          | 6 426   | 2,21 / 100,00   |      |
| Votos Inválidos         | Votos Inválidos                      | 8 263   | 2,83 / 100,00   | 0,17 |
| Total                   | Total                                | 291 432 | 100,00 / 100,00 |      |
| Eleitorado/Participação | Eleitorado/Participação              | 483 087 | 60,33 / 100,00  | 2,30 |

| Freguesia               | %     | %     | %     | %     | %     | %    | %    | %    | %    | %    | Votantes |
| Freguesia               | PS    | PSD   | BE    | CDU   | CDS   | PAN  | IL   | L    | A    | CH   | Votantes |
| ----------------------- | ----- | ----- | ----- | ----- | ----- | ---- | ---- | ---- | ---- | ---- | -------- |
| Ajuda                   | 43,16 | 15,85 | 9,29  | 11,06 | 3,32  | 4,23 | 2,15 | 2,27 | 1,37 | 1,52 | 7 439    |
| Alcântara               | 37,13 | 21,55 | 8,99  | 8,32  | 4,86  | 3,81 | 3,90 | 3,57 | 1,26 | 1,36 | 6 999    |
| Alvalade                | 27,17 | 30,75 | 8,39  | 5,85  | 7,68  | 3,94 | 5,00 | 3,50 | 1,92 | 1,25 | 19 754   |
| Areeiro                 | 26,21 | 32,14 | 8,32  | 5,08  | 7,52  | 3,79 | 5,31 | 4,05 | 1,90 | 1,31 | 12 587   |
| Arroios                 | 30,13 | 23,33 | 11,82 | 7,52  | 4,94  | 4,74 | 3,81 | 6,09 | 1,49 | 1,05 | 15 527   |
| Avenidas Novas          | 25,30 | 33,55 | 6,90  | 4,83  | 9,34  | 3,37 | 6,53 | 3,37 | 1,89 | 1,14 | 13 858   |
| Beato                   | 41,72 | 17,34 | 10,32 | 9,67  | 3,12  | 4,78 | 2,00 | 1,78 | 1,15 | 1,85 | 5 904    |
| Belém                   | 24,98 | 32,88 | 6,55  | 5,13  | 11,04 | 3,43 | 6,14 | 3,12 | 1,59 | 1,29 | 9 593    |
| Benfica                 | 38,64 | 23,56 | 9,20  | 7,34  | 4,41  | 4,06 | 2,57 | 2,47 | 1,33 | 1,42 | 20 641   |
| Campo de Ourique        | 30,14 | 27,07 | 8,59  | 6,19  | 6,98  | 4,29 | 5,36 | 3,87 | 1,66 | 1,18 | 12 414   |
| Campolide               | 35,69 | 23,66 | 9,14  | 7,25  | 5,07  | 3,91 | 4,55 | 2,43 | 1,55 | 1,24 | 7 667    |
| Carnide                 | 34,65 | 25,28 | 8,50  | 8,63  | 5,21  | 3,84 | 3,50 | 2,55 | 1,24 | 1,36 | 10 267   |
| Estrela                 | 25,06 | 30,97 | 6,78  | 5,54  | 11,02 | 3,46 | 6,87 | 3,50 | 1,74 | 1,09 | 10 596   |
| Lumiar                  | 29,82 | 30,78 | 7,70  | 5,35  | 6,82  | 3,68 | 5,22 | 3,00 | 1,68 | 1,25 | 26 618   |
| Marvila                 | 47,38 | 13,15 | 10,91 | 8,74  | 2,36  | 4,26 | 1,00 | 1,58 | 0,91 | 2,29 | 16 685   |
| Misericórdia            | 33,45 | 20,08 | 10,40 | 8,45  | 5,89  | 4,73 | 4,72 | 5,23 | 1,04 | 1,10 | 5 280    |
| Olivais                 | 37,56 | 20,74 | 10,87 | 8,93  | 3,75  | 4,54 | 2,42 | 2,25 | 1,11 | 1,81 | 17 715   |
| Parque das Nações       | 33,61 | 29,02 | 7,58  | 5,37  | 4,90  | 3,71 | 5,83 | 2,51 | 1,39 | 1,31 | 11 038   |
| Penha de França         | 35,53 | 19,56 | 13,60 | 8,84  | 3,02  | 4,93 | 2,20 | 4,10 | 1,28 | 1,36 | 13 725   |
| Santa Clara             | 42,25 | 19,01 | 8,25  | 7,58  | 3,78  | 4,29 | 2,56 | 1,86 | 1,29 | 2,54 | 9 338    |
| Santa Maria Maior       | 39,41 | 16,15 | 10,86 | 10,68 | 3,63  | 4,44 | 2,61 | 4,48 | 0,88 | 1,22 | 4 440    |
| Santo António           | 26,20 | 28,01 | 9,19  | 5,72  | 8,68  | 4,09 | 6,29 | 5,75 | 1,31 | 0,81 | 6 279    |
| São Domingos de Benfica | 30,18 | 31,69 | 7,85  | 5,37  | 6,94  | 3,88 | 4,40 | 2,87 | 1,61 | 1,07 | 20 614   |
| São Vicente             | 36,46 | 18,56 | 12,60 | 9,92  | 2,97  | 5,04 | 1,92 | 5,35 | 1,04 | 1,04 | 6 454    |
| Lisboa                  | 33,27 | 25,45 | 9,13  | 7,01  | 5,85  | 4,08 | 4,08 | 3,26 | 1,46 | 1,38 | 291 432  |

### Loures
| Partido                 | Partido                                         | Votos   | %               | +/-  |
| ----------------------- | ----------------------------------------------- | ------- | --------------- | ---- |
|                         | Partido Socialista                              | 40 082  | 40,81 / 100,00  | 5,24 |
|                         | Partido Social Democrata                        | 17 654  | 17,98 / 100,00  | -    |
|                         | CDU - Coligação Democrática Unitária            | 11 369  | 11,58 / 100,00  | 3,75 |
|                         | Bloco de Esquerda                               | 9 036   | 9,20 / 100,00   | 1,31 |
|                         | Pessoas–Animais–Natureza                        | 4 075   | 4,15 / 100,00   | 2,42 |
|                         | CHEGA!                                          | 2 881   | 2,93 / 100,00   | Novo |
|                         | CDS – Partido Popular                           | 2 640   | 2,69 / 100,00   | -    |
|                         | Iniciativa Liberal                              | 1 635   | 1,66 / 100,00   | Novo |
|                         | LIVRE                                           | 1 329   | 1,35 / 100,00   | 0,52 |
|                         | Partido Comunista dos Trabalhadores Portugueses | 1 041   | 1,06 / 100,00   | 0,21 |
|                         | Outros (com menos de 1,00%)                     | 2 943   | 3,00 / 100,00   |      |
| Votos Inválidos         | Votos Inválidos                                 | 3 526   | 3,59 / 100,00   | 0,16 |
| Total                   | Total                                           | 98 211  | 100,00 / 100,00 |      |
| Eleitorado/Participação | Eleitorado/Participação                         | 168 563 | 58,26 / 100,00  | 3,96 |

| Freguesia                                         | %     | %     | %     | %     | %    | %    | %    | %    | %    | %    | Votantes |
| Freguesia                                         | PS    | PSD   | CDU   | BE    | PAN  | CH   | CDS  | IL   | L    | PCTP | Votantes |
| ------------------------------------------------- | ----- | ----- | ----- | ----- | ---- | ---- | ---- | ---- | ---- | ---- | -------- |
| Bucelas                                           | 43,05 | 14,03 | 13,81 | 9,46  | 3,88 | 2,05 | 2,44 | 1,13 | 1,44 | 1,35 | 2 295    |
| Camarate, Unhos e Apelação                        | 48,22 | 13,15 | 11,90 | 8,06  | 3,63 | 3,19 | 2,27 | 0,71 | 0,85 | 1,41 | 13 721   |
| Fanhões                                           | 36,04 | 17,94 | 16,37 | 7,66  | 3,45 | 3,83 | 3,15 | 0,90 | 1,20 | 2,18 | 1 332    |
| Loures                                            | 36,17 | 20,71 | 10,00 | 9,47  | 4,50 | 4,11 | 2,98 | 2,00 | 1,57 | 0,97 | 14 811   |
| Lousa                                             | 37,56 | 24,35 | 9,99  | 8,99  | 3,89 | 2,41 | 2,95 | 1,61 | 0,87 | 1,27 | 1 491    |
| Moscavide e Portela                               | 36,65 | 27,60 | 7,50  | 7,60  | 4,03 | 1,79 | 4,03 | 2,94 | 1,88 | 0,60 | 11 886   |
| Sacavém e Prior Velho                             | 41,99 | 17,15 | 11,72 | 9,13  | 4,11 | 2,41 | 2,50 | 2,11 | 1,38 | 0,90 | 11 879   |
| Santa Iria de Azoia, São João da Talha e Bobadela | 41,00 | 15,43 | 14,46 | 9,92  | 4,17 | 2,56 | 2,17 | 1,29 | 1,08 | 1,17 | 23 428   |
| Santo Antão e São Julião do Tojal                 | 40,42 | 14,84 | 17,35 | 7,76  | 3,76 | 2,97 | 2,26 | 1,38 | 1,06 | 1,43 | 4 070    |
| Santo António dos Cavaleiros e Frielas            | 41,26 | 16,92 | 8,98  | 10,88 | 4,89 | 3,62 | 2,78 | 1,66 | 1,77 | 0,86 | 13 298   |
| Loures                                            | 40,81 | 17,98 | 11,58 | 9,20  | 4,15 | 2,93 | 2,69 | 1,66 | 1,35 | 1,06 | 98 211   |

### Lourinhã
| Partido                 | Partido                              | Votos  | %               | +/-  |
| ----------------------- | ------------------------------------ | ------ | --------------- | ---- |
|                         | Partido Socialista                   | 4 064  | 32,98 / 100,00  | 9,39 |
|                         | Partido Social Democrata             | 4 010  | 32,54 / 100,00  | -    |
|                         | Bloco de Esquerda                    | 989    | 8,03 / 100,00   | 1,24 |
|                         | CDS – Partido Popular                | 617    | 5,01 / 100,00   | -    |
|                         | Pessoas–Animais–Natureza             | 436    | 3,54 / 100,00   | 2,23 |
|                         | CDU - Coligação Democrática Unitária | 388    | 3,15 / 100,00   | 1,50 |
|                         | CHEGA!                               | 288    | 2,34 / 100,00   | Novo |
|                         | Reagir Incluir Reciclar              | 133    | 1,08 / 100,00   | Novo |
|                         | LIVRE                                | 131    | 1,06 / 100,00   | 0,50 |
|                         | Outros (com menos de 1,00%)          | 525    | 4,25 / 100,00   |      |
| Votos Inválidos         | Votos Inválidos                      | 741    | 6,01 / 100,00   | 1,31 |
| Total                   | Total                                | 12 322 | 100,00 / 100,00 |      |
| Eleitorado/Participação | Eleitorado/Participação              | 22 991 | 53,59 / 100,00  | 3,00 |

| Freguesia                           | %     | %     | %    | %    | %    | %    | %    | %    | %    | Votantes |
| Freguesia                           | PS    | PSD   | BE   | CDS  | PAN  | CDU  | CH   | RIR  | L    | Votantes |
| ----------------------------------- | ----- | ----- | ---- | ---- | ---- | ---- | ---- | ---- | ---- | -------- |
| Lourinhã e Atalaia                  | 33,46 | 31,51 | 9,50 | 4,50 | 3,78 | 3,14 | 2,51 | 0,89 | 1,10 | 5 738    |
| Miragaia e Marteleira               | 35,34 | 32,27 | 7,15 | 4,67 | 3,43 | 2,60 | 2,96 | 0,95 | 0,95 | 1 692    |
| Moita dos Ferreiros                 | 24,77 | 42,37 | 5,22 | 7,82 | 3,65 | 2,22 | 1,04 | 2,61 | 1,17 | 767      |
| Reguengo Grande                     | 39,28 | 26,09 | 8,55 | 2,85 | 2,85 | 8,40 | 0,60 | 0,75 | 0,75 | 667      |
| Ribamar                             | 31,82 | 36,05 | 4,73 | 5,94 | 3,12 | 1,81 | 1,51 | 1,21 | 1,01 | 993      |
| Santa Bárbara                       | 29,76 | 33,87 | 7,92 | 7,52 | 3,91 | 2,81 | 2,40 | 1,30 | 0,90 | 998      |
| São Bartolomeu dos Galegos e Moledo | 36,40 | 30,13 | 6,27 | 3,87 | 3,07 | 2,80 | 1,33 | 1,47 | 1,47 | 750      |
| Vimeiro                             | 29,01 | 32,78 | 7,39 | 5,30 | 2,93 | 3,35 | 4,60 | 0,70 | 1,12 | 717      |
| Lourinhã                            | 32,98 | 32,54 | 8,03 | 5,01 | 3,54 | 3,15 | 2,34 | 1,08 | 1,06 | 12 322   |

### Mafra
| Partido                 | Partido                              | Votos  | %               | +/-  |
| ----------------------- | ------------------------------------ | ------ | --------------- | ---- |
|                         | Partido Socialista                   | 13 566 | 35,34 / 100,00  | 7,53 |
|                         | Partido Social Democrata             | 10 190 | 26,55 / 100,00  | -    |
|                         | Bloco de Esquerda                    | 3 531  | 9,20 / 100,00   | 2,14 |
|                         | CDU - Coligação Democrática Unitária | 1 911  | 4,98 / 100,00   | 2,03 |
|                         | Pessoas–Animais–Natureza             | 1 826  | 4,76 / 100,00   | 2,67 |
|                         | CDS – Partido Popular                | 1 482  | 3,86 / 100,00   | -    |
|                         | CHEGA!                               | 875    | 2,28 / 100,00   | Novo |
|                         | Iniciativa Liberal                   | 684    | 1,78 / 100,00   | Novo |
|                         | Aliança                              | 625    | 1,63 / 100,00   | Novo |
|                         | LIVRE                                | 596    | 1,55 / 100,00   | 0,54 |
|                         | Outros (com menos de 1,00%)          | 1 166  | 3,04 / 100,00   |      |
| Votos Inválidos         | Votos Inválidos                      | 1 933  | 5,04 / 100,00   | 0,45 |
| Total                   | Total                                | 38 385 | 100,00 / 100,00 |      |
| Eleitorado/Participação | Eleitorado/Participação              | 65 642 | 58,48 / 100,00  | 2,76 |

| Freguesia                                        | %     | %     | %     | %    | %    | %    | %    | %    | %    | %    | Votantes |
| Freguesia                                        | PS    | PSD   | BE    | CDU  | PAN  | CDS  | CH   | IL   | A    | L    | Votantes |
| ------------------------------------------------ | ----- | ----- | ----- | ---- | ---- | ---- | ---- | ---- | ---- | ---- | -------- |
| Azueira e Sobral da Abelheira                    | 44,45 | 24,24 | 5,98  | 3,84 | 4,13 | 3,70 | 2,09 | 0,66 | 1,47 | 1,19 | 2 108    |
| Carvoeira                                        | 31,71 | 22,15 | 11,82 | 6,69 | 7,38 | 4,17 | 1,74 | 1,48 | 2,00 | 2,87 | 1 151    |
| Encarnação                                       | 26,67 | 42,31 | 6,94  | 3,13 | 2,99 | 5,22 | 1,13 | 1,22 | 1,50 | 1,27 | 2 205    |
| Enxara do Bispo, Gradil e Vila Franca do Rosário | 41,39 | 25,09 | 8,91  | 5,45 | 2,67 | 2,55 | 1,21 | 1,39 | 1,33 | 0,85 | 1 650    |
| Ericeira                                         | 34,49 | 26,51 | 9,58  | 5,12 | 5,53 | 3,79 | 2,09 | 2,21 | 1,96 | 1,94 | 5 063    |
| Igreja Nova e Cheleiros                          | 37,06 | 29,59 | 7,93  | 3,57 | 4,36 | 3,39 | 1,86 | 1,76 | 1,62 | 0,97 | 2 156    |
| Mafra                                            | 34,56 | 24,17 | 11,23 | 5,33 | 4,72 | 3,86 | 2,34 | 1,97 | 1,91 | 1,54 | 9 231    |
| Malveira e São Miguel de Alcainça                | 35,31 | 25,15 | 10,16 | 5,30 | 4,86 | 3,82 | 3,13 | 1,68 | 1,58 | 1,25 | 3 928    |
| Milharado                                        | 36,11 | 25,86 | 8,34  | 4,74 | 4,35 | 4,41 | 2,41 | 1,83 | 1,14 | 2,08 | 3 608    |
| Santo Isidoro                                    | 35,27 | 27,34 | 7,34  | 4,93 | 6,33 | 3,14 | 1,84 | 2,13 | 1,30 | 1,64 | 2 070    |
| Venda do Pinheiro e Santo Estêvão das Galés      | 35,24 | 26,44 | 8,13  | 5,47 | 4,89 | 3,91 | 2,99 | 1,82 | 1,46 | 1,48 | 5 215    |
| Mafra                                            | 35,34 | 26,55 | 9,20  | 4,98 | 4,76 | 3,86 | 2,28 | 1,78 | 1,63 | 1,55 | 38 385   |

### Odivelas
| Partido                 | Partido                              | Votos   | %               | +/-  |
| ----------------------- | ------------------------------------ | ------- | --------------- | ---- |
|                         | Partido Socialista                   | 29 334  | 41,44 / 100,00  | 5,65 |
|                         | Partido Social Democrata             | 14 102  | 19,92 / 100,00  | -    |
|                         | Bloco de Esquerda                    | 6 932   | 9,79 / 100,00   | 1,78 |
|                         | CDU - Coligação Democrática Unitária | 5 259   | 7,43 / 100,00   | 2,40 |
|                         | Pessoas–Animais–Natureza             | 3 349   | 4,73 / 100,00   | 2,70 |
|                         | CDS – Partido Popular                | 2 037   | 2,88 / 100,00   | -    |
|                         | CHEGA!                               | 1 782   | 2,52 / 100,00   | Novo |
|                         | Iniciativa Liberal                   | 1 157   | 1,63 / 100,00   | Novo |
|                         | LIVRE                                | 1 001   | 1,41 / 100,00   | 0,47 |
|                         | Aliança                              | 740     | 1,05 / 100,00   | Novo |
|                         | Outros (com menos de 1,00%)          | 2 373   | 3,35 / 100,00   |      |
| Votos Inválidos         | Votos Inválidos                      | 2 727   | 3,85 / 100,00   | 0,26 |
| Total                   | Total                                | 70 793  | 100,00 / 100,00 |      |
| Eleitorado/Participação | Eleitorado/Participação              | 126 444 | 55,99 / 100,00  | 3,87 |

| Partido                              | %     | %     | %     | %    | %    | %    | %    | %    | %    | %    | Votantes |
| Partido                              | PS    | PSD   | BE    | CDU  | PAN  | CDS  | CH   | IL   | L    | A    | Votantes |
| ------------------------------------ | ----- | ----- | ----- | ---- | ---- | ---- | ---- | ---- | ---- | ---- | -------- |
| Odivelas                             | 40,95 | 20,98 | 9,97  | 6,92 | 4,74 | 2,92 | 2,27 | 1,95 | 1,54 | 1,08 | 28 936   |
| Pontinha e Famões                    | 43,73 | 17,97 | 9,17  | 8,25 | 4,51 | 2,90 | 2,35 | 1,13 | 1,15 | 0,94 | 16 519   |
| Póvoa de Santo Adrião e Olival Basto | 43,47 | 18,91 | 10,11 | 7,99 | 4,40 | 2,52 | 2,24 | 1,50 | 1,28 | 0,91 | 8 222    |
| Ramada e Caneças                     | 39,06 | 20,48 | 9,94  | 7,23 | 5,08 | 2,96 | 3,23 | 1,67 | 1,51 | 1,15 | 17 116   |
| Odivelas                             | 41,44 | 19,92 | 9,79  | 7,43 | 4,73 | 2,88 | 2,52 | 1,63 | 1,41 | 1,05 | 70 793   |

### Oeiras
| Partido                 | Partido                              | Votos   | %               | +/-  |
| ----------------------- | ------------------------------------ | ------- | --------------- | ---- |
|                         | Partido Socialista                   | 31 096  | 33,68 / 100,00  | 1,47 |
|                         | Partido Social Democrata             | 24 174  | 26,19 / 100,00  | -    |
|                         | Bloco de Esquerda                    | 8 638   | 9,36 / 100,00   | 1,32 |
|                         | CDU - Coligação Democrática Unitária | 5 894   | 6,38 / 100,00   | 1,35 |
|                         | CDS – Partido Popular                | 4 955   | 5,37 / 100,00   | -    |
|                         | Pessoas–Animais–Natureza             | 4 308   | 4,67 / 100,00   | 2,49 |
|                         | Iniciativa Liberal                   | 2 953   | 3,20 / 100,00   | Novo |
|                         | LIVRE                                | 2 326   | 2,52 / 100,00   | 0,90 |
|                         | Aliança                              | 1 404   | 1,52 / 100,00   | Novo |
|                         | CHEGA!                               | 1 354   | 1,47 / 100,00   | Novo |
|                         | Outros (com menos de 1,00%)          | 2 074   | 2,24 / 100,00   |      |
| Votos Inválidos         | Votos Inválidos                      | 3 143   | 3,41 / 100,00   | 0,03 |
| Total                   | Total                                | 92 319  | 100,00 / 100,00 |      |
| Eleitorado/Participação | Eleitorado/Participação              | 146 733 | 62,92 / 100,00  | 1,62 |

| Freguesia                                      | %     | %     | %     | %    | %    | %    | %    | %    | %    | %    | Votantes |
| Freguesia                                      | PS    | PSD   | BE    | CDU  | CDS  | PAN  | IL   | L    | A    | CH   | Votantes |
| ---------------------------------------------- | ----- | ----- | ----- | ---- | ---- | ---- | ---- | ---- | ---- | ---- | -------- |
| Algés, Linda-a-Velha e Cruz Quebrada - Dafundo | 32,41 | 28,19 | 8,78  | 6,73 | 5,79 | 4,11 | 3,64 | 2,69 | 1,58 | 1,16 | 26 639   |
| Barcarena                                      | 35,82 | 22,09 | 9,86  | 7,62 | 4,04 | 5,74 | 2,76 | 1,77 | 1,22 | 2,38 | 7 471    |
| Carnaxide e Queijas                            | 36,01 | 25,73 | 8,83  | 6,53 | 4,40 | 4,48 | 2,88 | 2,38 | 1,43 | 1,61 | 19 333   |
| Oeiras e São Julião da Barra                   | 31,46 | 27,20 | 9,84  | 5,59 | 6,37 | 4,94 | 3,39 | 2,78 | 1,59 | 1,33 | 31 667   |
| Porto Salvo                                    | 39,69 | 19,78 | 10,25 | 6,91 | 3,34 | 4,91 | 2,08 | 1,91 | 1,54 | 1,89 | 7 209    |
| Oeiras                                         | 33,68 | 26,19 | 9,36  | 6,38 | 5,37 | 4,67 | 3,20 | 2,52 | 1,52 | 1,47 | 92 319   |

### Sintra
| Partido                 | Partido                              | Votos   | %               | +/-  |
| ----------------------- | ------------------------------------ | ------- | --------------- | ---- |
|                         | Partido Socialista                   | 65 618  | 39,17 / 100,00  | 5,99 |
|                         | Partido Social Democrata             | 32 408  | 19,35 / 100,00  | -    |
|                         | Bloco de Esquerda                    | 18 678  | 11,15 / 100,00  | 1,59 |
|                         | CDU - Coligação Democrática Unitária | 12 512  | 7,47 / 100,00   | 2,40 |
|                         | Pessoas–Animais–Natureza             | 8 550   | 5,10 / 100,00   | 2,79 |
|                         | CDS – Partido Popular                | 5 890   | 3,52 / 100,00   | -    |
|                         | CHEGA!                               | 4 190   | 2,50 / 100,00   | Novo |
|                         | LIVRE                                | 2 682   | 1,60 / 100,00   | 0,70 |
|                         | Iniciativa Liberal                   | 2 646   | 1,58 / 100,00   | Novo |
|                         | Aliança                              | 1 914   | 1,14 / 100,00   | Novo |
|                         | Outros (com menos de 1,00%)          | 5 797   | 3,45 / 100,00   |      |
| Votos Inválidos         | Votos Inválidos                      | 6 630   | 3,96 / 100,00   | 0,46 |
| Total                   | Total                                | 167 515 | 100,00 / 100,00 |      |
| Eleitorado/Participação | Eleitorado/Participação              | 318 983 | 52,52 / 100,00  | 4,10 |

| Freguesia                                     | %     | %     | %     | %    | %    | %    | %    | %    | %    | %    | Votantes |
| Freguesia                                     | PS    | PSD   | BE    | CDU  | PAN  | CDS  | CH   | L    | IL   | A    | Votantes |
| --------------------------------------------- | ----- | ----- | ----- | ---- | ---- | ---- | ---- | ---- | ---- | ---- | -------- |
| Agualva e Mira-Sintra                         | 44,53 | 16,50 | 10,93 | 7,90 | 4,58 | 2,63 | 2,54 | 1,42 | 1,09 | 0,95 | 17 007   |
| Algueirão - Mem Martins                       | 38,30 | 18,74 | 11,82 | 7,51 | 5,55 | 3,43 | 2,69 | 1,65 | 1,43 | 1,23 | 28 650   |
| Almargem do Bispo, Pero Pinheiro e Montelavar | 40,98 | 20,58 | 8,83  | 7,08 | 4,19 | 3,48 | 2,23 | 1,08 | 0,98 | 0,67 | 8 165    |
| Cacém e São Marcos                            | 41,09 | 15,06 | 12,30 | 7,76 | 5,80 | 2,98 | 3,19 | 1,44 | 1,32 | 1,09 | 15 588   |
| Casal de Cambra                               | 42,90 | 17,89 | 9,89  | 6,54 | 5,25 | 3,43 | 2,85 | 0,88 | 0,84 | 0,73 | 5 338    |
| Colares                                       | 32,05 | 28,46 | 9,24  | 5,39 | 4,20 | 6,28 | 1,72 | 2,06 | 2,27 | 1,48 | 3 788    |
| Massamá e Monte Abraão                        | 38,78 | 19,64 | 11,98 | 8,02 | 4,87 | 3,22 | 2,25 | 1,86 | 1,72 | 1,24 | 22 417   |
| Queluz e Belas                                | 39,82 | 17,98 | 11,09 | 8,30 | 5,28 | 3,27 | 2,36 | 1,57 | 1,63 | 1,27 | 22 911   |
| Rio de Mouro                                  | 38,69 | 18,10 | 12,17 | 7,97 | 5,00 | 3,26 | 2,93 | 1,53 | 1,54 | 1,11 | 20 798   |
| São João das Lampas e Terrugem                | 37,09 | 24,41 | 8,90  | 5,57 | 5,24 | 4,01 | 2,04 | 1,51 | 1,47 | 0,93 | 8 038    |
| Sintra                                        | 33,55 | 25,36 | 9,74  | 5,90 | 4,95 | 5,54 | 1,84 | 2,11 | 2,94 | 1,38 | 14 815   |
| Sintra                                        | 39,17 | 19,35 | 11,15 | 7,47 | 5,10 | 3,52 | 2,50 | 1,60 | 1,58 | 1,14 | 167 515  |

### Sobral de Monte Agraço
| Partido                 | Partido                                         | Votos | %               | +/-  |
| ----------------------- | ----------------------------------------------- | ----- | --------------- | ---- |
|                         | Partido Socialista                              | 1 828 | 38,22 / 100,00  | 7,28 |
|                         | Partido Social Democrata                        | 876   | 18,31 / 100,00  | -    |
|                         | CDU - Coligação Democrática Unitária            | 689   | 14,41 / 100,00  | 4,21 |
|                         | Bloco de Esquerda                               | 400   | 8,36 / 100,00   | 1,78 |
|                         | CDS – Partido Popular                           | 170   | 3,55 / 100,00   | -    |
|                         | Pessoas–Animais–Natureza                        | 150   | 3,14 / 100,00   | 1,75 |
|                         | Partido Comunista dos Trabalhadores Portugueses | 94    | 1,97 / 100,00   | 0,06 |
|                         | CHEGA!                                          | 68    | 1,42 / 100,00   | Novo |
|                         | Iniciativa Liberal                              | 67    | 1,40 / 100,00   | Novo |
|                         | LIVRE                                           | 61    | 1,28 / 100,00   | 0,52 |
|                         | Outros (com menos de 1,00%)                     | 167   | 3,50 / 100,00   |      |
| Votos Inválidos         | Votos Inválidos                                 | 213   | 4,45 / 100,00   | 0,93 |
| Total                   | Total                                           | 4 783 | 100,00 / 100,00 |      |
| Eleitorado/Participação | Eleitorado/Participação                         | 8 399 | 56,95 / 100,00  | 3,04 |

| Freguesia              | %     | %     | %     | %    | %    | %    | %    | %    | %    | %    | Votantes |
| Freguesia              | PS    | PSD   | CDU   | BE   | CDS  | PAN  | PCTP | CH   | IL   | L    | Votantes |
| ---------------------- | ----- | ----- | ----- | ---- | ---- | ---- | ---- | ---- | ---- | ---- | -------- |
| Santo Quintino         | 40,38 | 17,13 | 16,23 | 8,23 | 3,13 | 2,94 | 2,22 | 1,08 | 1,44 | 1,02 | 1 664    |
| Sapataria              | 37,99 | 17,78 | 11,83 | 7,46 | 4,23 | 3,73 | 2,08 | 1,86 | 1,65 | 1,36 | 1 395    |
| Sobral de Monte Agraço | 36,31 | 19,90 | 14,73 | 9,22 | 3,42 | 2,84 | 1,62 | 1,39 | 1,16 | 1,45 | 1 724    |
| Sobral de Monte Agraço | 38,22 | 18,31 | 14,41 | 8,36 | 3,55 | 3,14 | 1,97 | 1,42 | 1,40 | 1,28 | 4 783    |

### Torres Vedras
| Partido                 | Partido                                         | Votos  | %               | +/-  |
| ----------------------- | ----------------------------------------------- | ------ | --------------- | ---- |
|                         | Partido Socialista                              | 14 265 | 36,85 / 100,00  | 6,95 |
|                         | Partido Social Democrata                        | 9 862  | 25,48 / 100,00  | -    |
|                         | Bloco de Esquerda                               | 3 632  | 9,38 / 100,00   | 0,93 |
|                         | CDU - Coligação Democrática Unitária            | 2 314  | 5,98 / 100,00   | 2,66 |
|                         | CDS – Partido Popular                           | 1 642  | 4,24 / 100,00   | -    |
|                         | Pessoas–Animais–Natureza                        | 1 344  | 3,47 / 100,00   | 2,05 |
|                         | CHEGA!                                          | 720    | 1,86 / 100,00   | Novo |
|                         | Aliança                                         | 548    | 1,42 / 100,00   | Novo |
|                         | Iniciativa Liberal                              | 501    | 1,29 / 100,00   | Novo |
|                         | LIVRE                                           | 475    | 1,23 / 100,00   | 0,52 |
|                         | Partido Comunista dos Trabalhadores Portugueses | 413    | 1,07 / 100,00   | 0,11 |
|                         | Outros (com menos de 1,00%)                     | 981    | 2,54 / 100,00   |      |
| Votos Inválidos         | Votos Inválidos                                 | 2 009  | 5,19 / 100,00   | 0,85 |
| Total                   | Total                                           | 38 706 | 100,00 / 100,00 |      |
| Eleitorado/Participação | Eleitorado/Participação                         | 68 231 | 56,73 / 100,00  | 2,61 |

| Freguesia                         | %     | %     | %     | %     | %    | %    | %    | %    | %    | %    | %    | Votantes |
| Freguesia                         | PS    | PSD   | BE    | CDU   | CDS  | PAN  | CH   | A    | IL   | L    | PCTP | Votantes |
| --------------------------------- | ----- | ----- | ----- | ----- | ---- | ---- | ---- | ---- | ---- | ---- | ---- | -------- |
| A dos Cunhados e Maceira          | 32,09 | 29,67 | 9,41  | 4,45  | 4,49 | 3,70 | 2,46 | 1,46 | 1,06 | 1,04 | 1,00 | 4 920    |
| Campelos e Outeiro da Cabeça      | 34,06 | 30,89 | 7,88  | 3,97  | 4,65 | 3,54 | 4,59 | 0,74 | 0,31 | 0,56 | 1,30 | 1 612    |
| Carvoeira e Carmões               | 44,35 | 18,01 | 8,67  | 10,54 | 2,80 | 2,97 | 1,10 | 1,02 | 1,27 | 1,19 | 1,27 | 1 177    |
| Dois Portos e Runa                | 37,94 | 20,10 | 11,55 | 10,89 | 3,36 | 2,85 | 1,75 | 0,51 | 1,17 | 0,88 | 2,05 | 1 368    |
| Freiria                           | 37,64 | 30,55 | 6,92  | 2,78  | 5,32 | 2,78 | 2,19 | 1,35 | 0,51 | 0,68 | 0,76 | 1 185    |
| Maxial e Monte Redondo            | 49,20 | 19,24 | 7,95  | 7,50  | 3,40 | 1,86 | 1,03 | 0,64 | 0,45 | 1,28 | 1,03 | 1 559    |
| Ponte do Rol                      | 40,02 | 27,06 | 7,26  | 4,46  | 4,04 | 2,72 | 2,31 | 1,65 | 1,24 | 0,83 | 0,50 | 1 212    |
| Ramalhal                          | 38,25 | 20,84 | 10,07 | 6,93  | 3,37 | 2,90 | 2,25 | 1,07 | 1,07 | 1,12 | 1,18 | 1 689    |
| Santa Maria, São Pedro e Matacães | 34,88 | 24,40 | 10,65 | 7,23  | 4,02 | 3,93 | 1,54 | 1,90 | 1,61 | 1,53 | 1,13 | 13 140   |
| São Pedro da Cadeira              | 41,68 | 25,07 | 7,66  | 3,92  | 4,17 | 3,58 | 0,98 | 1,02 | 1,19 | 0,89 | 1,28 | 2 349    |
| Silveira                          | 33,67 | 27,90 | 9,92  | 4,46  | 4,64 | 4,01 | 2,06 | 1,52 | 1,56 | 1,52 | 0,86 | 4 416    |
| Turcifal                          | 41,14 | 21,95 | 9,07  | 6,62  | 4,23 | 3,25 | 1,72 | 1,29 | 2,21 | 0,98 | 0,98 | 1 631    |
| Ventosa                           | 42,16 | 28,19 | 6,21  | 3,68  | 5,92 | 2,33 | 1,43 | 0,78 | 0,90 | 1,10 | 0,69 | 2 448    |
| Torres Vedras                     | 36,85 | 25,48 | 9,38  | 5,98  | 4,24 | 3,47 | 1,86 | 1,42 | 1,29 | 1,23 | 1,07 | 38 706   |

### Vila Franca de Xira
| Partido                 | Partido                                         | Votos   | %               | +/-  |
| ----------------------- | ----------------------------------------------- | ------- | --------------- | ---- |
|                         | Partido Socialista                              | 25 906  | 39,56 / 100,00  | 5,18 |
|                         | Partido Social Democrata                        | 9 914   | 15,14 / 100,00  | -    |
|                         | CDU - Coligação Democrática Unitária            | 8 766   | 13,39 / 100,00  | 3,81 |
|                         | Bloco de Esquerda                               | 7 341   | 11,21 / 100,00  | 2,35 |
|                         | Pessoas–Animais–Natureza                        | 2 894   | 4,42 / 100,00   | 2,55 |
|                         | CDS – Partido Popular                           | 1 727   | 2,64 / 100,00   | -    |
|                         | CHEGA!                                          | 1 623   | 2,48 / 100,00   | Novo |
|                         | LIVRE                                           | 1 048   | 1,60 / 100,00   | 0,80 |
|                         | Iniciativa Liberal                              | 874     | 1,33 / 100,00   | Novo |
|                         | Partido Comunista dos Trabalhadores Portugueses | 750     | 1,15 / 100,00   | 0,14 |
|                         | Outros (com menos de 1,00%)                     | 2 057   | 3,15 / 100,00   |      |
| Votos Inválidos         | Votos Inválidos                                 | 2 586   | 3,95 / 100,00   | 0,69 |
| Total                   | Total                                           | 65 486  | 100,00 / 100,00 |      |
| Eleitorado/Participação | Eleitorado/Participação                         | 113 348 | 57,77 / 100,00  | 4,15 |

| Freguesia                                  | %     | %     | %     | %     | %    | %    | %    | %    | %    | %    | Votantes |
| Freguesia                                  | PS    | PSD   | CDU   | BE    | PAN  | CDS  | CH   | L    | IL   | PCTP | Votantes |
| ------------------------------------------ | ----- | ----- | ----- | ----- | ---- | ---- | ---- | ---- | ---- | ---- | -------- |
| Alhandra, Calhandriz e São João dos Montes | 39,40 | 13,73 | 17,95 | 10,75 | 3,48 | 2,24 | 2,07 | 1,46 | 0,86 | 1,43 | 6 380    |
| Alverca do Ribatejo e Sobralinho           | 40,08 | 14,87 | 13,97 | 10,99 | 4,41 | 2,66 | 1,95 | 1,81 | 1,54 | 1,14 | 17 886   |
| Castanheira do Ribatejo e Cachoeiras       | 41,78 | 13,26 | 15,15 | 10,91 | 3,36 | 3,11 | 1,78 | 1,13 | 1,22 | 1,27 | 3 538    |
| Póvoa de Santa Iria e Forte da Casa        | 39,16 | 16,29 | 10,12 | 11,84 | 5,37 | 2,47 | 3,02 | 1,65 | 1,38 | 0,91 | 19 986   |
| Vialonga                                   | 39,71 | 12,56 | 14,95 | 11,47 | 4,72 | 2,19 | 3,49 | 1,33 | 1,22 | 1,23 | 9 278    |
| Vila Franca de Xira                        | 38,43 | 17,69 | 13,99 | 10,36 | 2,99 | 3,60 | 1,81 | 1,65 | 1,33 | 1,35 | 8 418    |
| Vila Franca de Xira                        | 39,56 | 15,14 | 13,39 | 11,21 | 4,42 | 2,64 | 2,48 | 1,60 | 1,33 | 1,15 | 65 486   |